# Bob ai I Giochi olimpici giovanili invernali
Le gare di bob dei I Giochi olimpici giovanili invernali di Innsbruck 2012 si sono svolte dal 18 al 22 gennaio sulla pista Kunsteisbahn Bob-Rodel Igls di Igls, in Austria. Sono state disputate due gare: il bob a due femminile e maschile

## Calendario
| Bob ai I Giochi olimpici giovanili invernali | Bob ai I Giochi olimpici giovanili invernali | Bob ai I Giochi olimpici giovanili invernali | Bob ai I Giochi olimpici giovanili invernali | Bob ai I Giochi olimpici giovanili invernali | Bob ai I Giochi olimpici giovanili invernali | Bob ai I Giochi olimpici giovanili invernali |
| Gennaio 2012                                 | 18                                           | 19                                           | 20                                           | 21                                           | 22                                           | Totale                                       |
| -------------------------------------------- | -------------------------------------------- | -------------------------------------------- | -------------------------------------------- | -------------------------------------------- | -------------------------------------------- | -------------------------------------------- |
| Ragazzi                                      | Prove ufficiali                              | Prove ufficiali                              |                                              | Prove ufficiali                              | 1ª e 2ª manche                               | 1                                            |
| Ragazze                                      | Prove ufficiali                              | Prove ufficiali                              |                                              | Prove ufficiali                              | 1ª e 2ª manche                               | 1                                            |
| Totale                                       | Totale                                       | Totale                                       | Totale                                       | Totale                                       | 2                                            | 2                                            |

## Podi

### Ragazze
| Evento               | Oro                                             | Tempo   | Argento                                   | Tempo   | Bronzo                                | Tempo   |
| Bob a due (dettagli) | Paesi Bassi Marije van Huigenbosch Sanne Dekker | 1'51"62 | Gran Bretagna Mica McNeill Jazmin Sawyers | 1'51"95 | Paesi Bassi Kimberley Bos Mandy Groot | 1'52"15 |

### Ragazzi
| Evento               | Oro                                          | Tempo   | Argento                                   | Tempo   | Bronzo                           | Tempo   |
| Bob a due (dettagli) | Italia Patrick Baumgartner Alessandro Grande | 1'49"14 | Austria Benjamin Maier Robert Ofensberger | 1'49"23 | Monaco Rudy Rinaldi Jérémy Torre | 1'49"31 |

## Medagliere
| Pos.   | Paese         | Oro | Argento | Bronzo | Totale |
| ------ | ------------- | --- | ------- | ------ | ------ |
| 1      | Paesi Bassi   | 1   | 0       | 1      | 2      |
| 2      | Italia        | 1   | 0       | 0      | 1      |
| 3      | Austria       | 0   | 1       | 0      | 1      |
| 3      | Gran Bretagna | 0   | 1       | 0      | 1      |
| 5      | Monaco        | 0   | 0       | 1      | 1      |
| Totale | Totale        | 2   | 2       | 2      | 6      |